# 片町駅
片町駅（かたまちえき）は、かつて大阪府大阪市都島区にあった西日本旅客鉄道（JR西日本）・京阪電気鉄道の駅（廃駅）である。
JR西日本の片町線（学研都市線）、京阪電気鉄道の京阪本線が乗り入れていた。両社の駅は鯰江川（現在は埋立）に架かっていた野田橋を挟んで所在していたが、現在はいずれも廃止されている。また、大阪市電天満橋善源寺町線片町停留場も近くにあった。
JRの駅は特定都区市内制度における「大阪市内」に属していた。

## 歴史

### 国鉄・JR西日本
- 1895年（明治28年）8月22日：浪速鉄道四条畷駅 - 当駅間の開業と同時に[1][2]、東成郡鯰江村大字新喜多新田（現在の大阪市都島区片町二丁目）にて開業。
- 1897年（明治30年）2月9日：浪速鉄道を関西鉄道に譲渡。
- 1898年（明治31年）11月18日：旅客営業廃止[1]。
- 1905年（明治38年）1月1日：旅客営業再開[3]。
- 1907年（明治40年）10月1日：鉄道国有法により国有化、帝国鉄道庁の駅になる[1]。
- 1909年（明治42年）10月12日：国有鉄道線路名称制定により、片町線となる。
- 1912年（明治45年）4月21日：城東線（現在の大阪環状線）京橋駅との乗り換え駅の便を図るため、京橋口乗降場を開設。
- 1913年（大正2年）11月15日：京橋口乗降場を格上げし、城東線乗り換え駅となる京橋駅として分離。
- 1970年（昭和45年）10月1日：貨物の取り扱いを廃止[1]。
- 1985年（昭和60年）3月14日：荷物扱い廃止[1]。
- 1987年（昭和62年）4月1日：国鉄分割民営化により、西日本旅客鉄道（JR西日本）の駅となる[1]。
- 1988年（昭和63年）3月13日：路線愛称の制定により、「学研都市線」の愛称を使用開始。
- 1991年（平成3年）春頃：JR東西線の工事開始に伴い旧駅舎と旧ホーム撤去、仮駅舎に移行。
- 1997年（平成9年）3月8日：JR東西線の開業に伴い廃止[1]。線路切替工事のため、3月7日21時30分に営業終了[4]。

### 京阪電気鉄道
- 1910年（明治43年）4月15日：京阪本線天満橋駅 - 五条駅（現在の清水五条駅）間の開業と同時に、大阪市北区東野田町（現在の都島区東野田町一丁目）にて「野田橋駅」として開業。
- 1925年（大正14年）6月20日：野田橋の下流側に新野田橋が架橋され、大阪市電天満橋善源寺町線が東野田町九丁目停留場まで延伸開業。野田橋駅の西側（新野田橋の北詰付近）に市電との平面交差を設置。
- 1945年（昭和20年）8月14日：空襲により全焼。
- 1955年（昭和30年）
  - 1月1日：「片町駅」と改称。
  - 1月31日：大阪市都島区東野田町三丁目（現在の東野田町一丁目）から東野田町二丁目（現在の片町一丁目）へ移転（市電との平面交差東側から西側へ移転[5]）。
- 1968年（昭和43年）12月18日：大阪市電天満橋善源寺町線の廃止に伴い、市電との平面交差がなくなる。
- 1969年（昭和44年）11月30日：廃止。

## JR西日本

### 概要

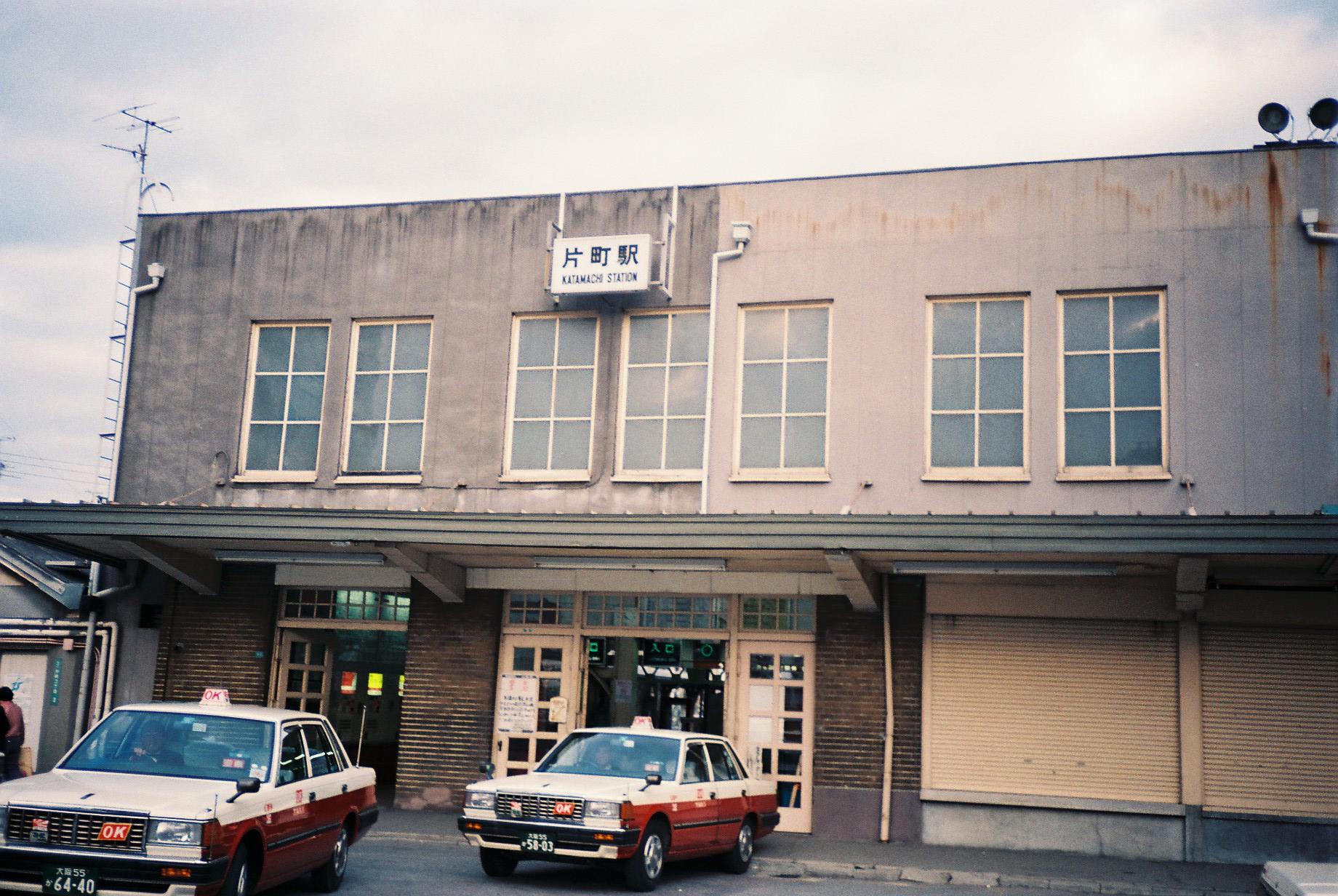
国鉄片町駅舎（1986年12月）

浪速鉄道の都心側のターミナルとして、東成郡鯰江村大字新喜多新田（当時）に建設された駅である。当時の大阪市街の北東端であった相生町にできる限り近接させた駅で、駅名の「片町」は、相生町がもともと京街道の北側にしか家屋がない片側町だったことに由来する（詳細は片町 (大阪市)を参照）。
鯰江川と寝屋川に挟まれた狭小な土地で駅前が非常に狭かったため、関西鉄道への合併後、一時は放出駅から路線を分岐させる形で近隣に設けられた網島駅へ旅客扱いを譲り、貨物駅となったこともあったが、国有化後に城東線（現在の大阪環状線）の京橋駅に隣接するようにして設けられた片町駅京橋口を京橋駅として分離し、それと入れ替わる形で網島駅を廃止したことによって、片町線の終点駅としての地位に落ち着いた。
しかし、京橋駅（当駅からの営業キロは0.5 km）は城東線や京阪本線との乗り換え駅として栄える反面、利用者が少なく、接続もない当駅の地位は低下し、JR東西線開業に伴い廃止となった。
当駅の廃止と同時に、入れ替わるようにして大阪城北詰駅が近地に開業し、事実上の代替となっている。大阪城北詰駅の計画段階での仮称駅名は「片町」であった。ただし、駅の移転・改称ではなく別駅の扱いであるため、当駅を起・終点とする定期券や回数券は、当駅が廃止された後は継承されなかった。
当駅廃止後も路線名は変わっていないが、JR西日本では片町線に「学研都市線」の愛称を付けているため、案内上では片町の名はあまり使用されなくなっている。なお、「学研都市線」の愛称は当駅廃止後に付けられたのではなく、国鉄分割民営化から1年後の1988年からすでに使用されていた。

### 駅構造
1997年3月7日の廃止時は相対式ホーム2面2線を持つ頭端式の地上駅で、どちらのホームからも放出・四条畷・長尾・松井山手・同志社前・木津行の列車が発車していた。これは1991年3月からJR東西線工事本格化に際して旧駅舎が撤去されたのちに建設された、簡易な駅舎・ホームであった。
JR東西線工事が始まるまでは、島式ホーム1面2線に留置線2線を加えた頭端式の地上駅、駅舎は2階建てのコンクリートモルタル造りであった。南側の2線が島式ホームを挟んでおり、北側2線が留置線であった。片町線電車の一部（夕ラッシュ時の快速電車については大半）は京橋駅を発着する運行であり、当駅北側の留置線との間で回送する運用であった。貨物営業を行っていた頃は側線も敷設されていた。1991年までの旧ホームと線路の敷地が、現在のJR東西線の地下線出入口からの坂道にあたる。工事の本格化に伴い、旧ホームと線路は撤去され、北側の2線分の留置線に対向式ホームを設置して廃止時まで使用し、同時に京橋駅の片町寄りの部分に新たに引き上げ線を設置した。

### 隣の駅
西日本旅客鉄道（JR西日本）
■片町線（学研都市線）
京橋駅 - 片町駅

### その他
- 1998年2月から跡地には西日本ジェイアールバス京橋営業所が開設されたが、2002年に廃止されており、2006年10月現在、民間の駐車場および洗車場になっている。
- 現在も京橋駅の片町線・東西線ホームの西半分は都島区片町二丁目となっている。当駅の住所も「片町二丁目」であり、京橋 - 当駅間の区間は同一町・丁目に収まっていた。
- 1996年12月11日には、駅から片町橋を渡った先に大阪市営地下鉄長堀鶴見緑地線の大阪ビジネスパーク駅が開業したが、連絡運輸は行われなかった。

## 京阪電気鉄道

### 概要
京阪本線が、天満橋駅 - 五条駅間で開業した際に設置された中間駅である。当初は現在の大阪市都島区東野田町一丁目1（セブン-イレブン大阪片町店側）に所在し、「野田橋駅」と称し、区間急行と普通が停車していた。線路敷は寝屋川橋梁東側から大阪市道赤川天王寺線（大阪市電天満橋善源寺町線）交点まで道路併用軌道であったが、これを専用軌道化した1955年に「片町駅」と改称し、現在の大阪市都島区片町一丁目9（ジャパン京橋店側）へ移転した。大阪市電天満橋善源寺町線が廃止された1968年まで現在の片町交差点北側の大阪市道赤川天王寺線交点で市電との平面交差を行っていた。
その後、天満橋駅 - 旧蒲生信号所間の高架複々線化工事のために京都方に移転、国鉄駅とは若干離れるようになった。さらに、新高架線配線では駅の設置が困難で、高架線京橋駅が地上線京橋駅より片町駅寄りに設置されることになったため、廃止された。代替として高架線京橋駅西側に片町口が設置されている。
JR片町駅の事実上の代替駅とされる大阪城北詰駅はJR片町駅跡より当駅跡に近接する駅であり、大阪市道赤川天王寺線交点の南西に大阪城北詰駅の2番出口がある。

### 駅構造
相対式ホーム2面2線の配線となっており、ホームの裏側にメーカーから送られてきた新車受け入れ用の引き込み線が敷設されていた。
京阪線の車両だけでなく、大津線の80型（83以降）や300型もここから搬入され、三条駅構内に存在した連絡線を用いて大津線へと送られた。

### 隣の駅
京阪電気鉄道
京阪本線
天満橋駅 - 片町駅 - 京橋駅

## 利用状況
廃止年度の一日乗車人員は、JR西日本が7,565人（1996年度平均）、京阪電鉄が3,384人（1996年度）であった。